# KV Oostende
Koninklijke Voetbalclub Oostende, imenovan tudi KV Oostende ali KVO, je belgijski nogometni klub iz mesta Ostend v  Zahodni Flamski. Klub je bil ustanovljen leta 1904 kot V.G. Oostende. Njegov stadion je Albertpark.
Leta 1911 je nastal še en klub, AS Oostende, ki je kmalu postal najboljši klub v mestu, z rednim igranjem v drugi ligi v 30. letih 20. stoletja. V sredini 1970-ih, je AS dosegel napredovanje v prvo ligo, medtem ko je VG igral v drugi ligi.
V.G. Oostende in A.S. Oostende sta se leta 1981 združila in nastal je K.V. Oostende. Novi klub je igral v tretji ligi enajst let, preden je dosegel napredovanje. V svoji prvi sezoni v drugi ligi, je Oostende takoj ponovno napredoval, do prve divizije, kjer je takrat dosegel svoj najboljši rezultat v zgodovini: 7. mesto, v sezoni 1993-94.
Od leta 1995 do leta 2013 je Oostende igral v drugi ligi. Razen v 1998-99 in 2004-05, ko je bil znova v prvi ligi ter 2001-02 in 2002-03, ko je igral v tretji ligi.
Leta 1982, eno leto po združitvi, je bil ponovno ustanovljen V.G. Oostende z najnižje ravni belgijskega nogometnega tekmovanja. Klub je sprva uporabljal stadion Armenonville, ki je bil tudi pred združitvijo njegov. A leta 2001 so stadion razglasili za nevarnega, zato je moral klub deliti stadion Albertpark s KV Oostende do leta 2010. Leta 2013 je novi V.G. Oostende razpadel zaradi bankrota.
V avgustu 2013, kmalu po novem napredovanju v najvišjo ligo, je bilo napovedano, da bo predsednik uprave in večinski delničar Yves Lejaeghere dobil svojega naslednika, poslovneža Marca Couckeja. Slednji je predhodnika še istega leta nasledil.